# (7865) Françoisgros
(7865) Françoisgros – planetoida z pasa głównego okrążająca Słońce w ciągu 3 lat i 146 dni w średniej odległości 2,26 j.a. Została odkryta 21 marca 1982 roku w Europejskim Obserwatorium Południowym przez Henriego Debehogne. Nazwa planetoidy pochodzi od François Grosa (ur. 1925), biologa molekularnego oraz emerytowanego sekretarza Francuskiej Akademii Nauk. Przed nadaniem nazwy planetoida nosiła oznaczenie tymczasowe (7865) 1982 FG3.